# 惠州博物馆
惠州博物馆，也称“惠州市博物馆”，是一间位于中国广东省惠州市的大型博物馆，成立于1982年1月，并于1999年10月1日建成了向公众开放的展馆。2009年9月27日，惠州博物馆位于江北6号小区的新馆正式启用，以“东江流域的区域性综合型博物馆”为定位。
该馆现时为惠州市文化广电旅游体育局下属的正科级公益性文化事业单位，目前拥有约8万件藏品，当中包括4201件（套）展品，主要为惠州本地历年征集、出土的文物。2013年5月17日，该馆被国家文物局评定为第二批国家二级博物馆。

## 历史
惠州的文物博览工作最早可追溯至1974年5月，彼时，惠阳地区成立了革命历史文物展览筹备办公室，在惠州西湖点翠洲、百花洲分别设立革命文物展览馆及历史文物展览馆，主要展出国民革命军东征时期的历史资料及文物。该办公室在次年8月被裁撤，文物博览工作则交由惠阳地区文化局社会文化科负责。
1982年1月，县级惠州市博物馆成立，办公室设在中山公园，吴定贤出任该馆首任馆长。1988年9月，配合惠州市升格为地级市，县级惠州市博物馆改制为地级惠州市博物馆。此后，惠州博物馆配合广东省有关部门进行了大量的文物发掘工作，先后于惠城区横江一路发掘恐龙蛋，及于博罗县多地发掘春秋战国时期的各项遗迹。1999年10月1日，位于惠州西湖丰湖书院旧址的惠州市博物馆建成向公众开放，馆方于开馆当日起举办惠州文物展，展示当地出土文物及向公众征集的文物、图片。
2005年8月22日，惠州市政府常务会议通过了惠州博物馆新馆及惠州文化艺术中心的建设方案。2006年1月4日，惠州市规划建设局发布招标公告，征集惠州博物馆新馆及惠州科技馆、惠州文化艺术中心（下称“二馆一中心”）的设计方案。3月13日，惠州市“二馆一中心”建设指挥部开始在惠州市行政中心展示选定的5组“二馆一中心”设计方案模型，同时开放公众投票决定最终设计方案。6月，惠州博物馆新馆的设计方案确定。8月28日，新馆随科技馆、文化艺术中心一同动工建设。
2008年4月8日，惠州博物馆新馆与惠州科技馆同时完工，当日举办落成礼；同日，新馆首次组织展览活动，包含“国宝文物展”“广东省博物馆馆藏书画珍品展”“中国当代油画名家作品展”“张宪民核桃工艺品作品展”等多项展览。7月5日，惠州博物馆旧馆与其下属的东江民俗文物馆正式免费向公众开放；同月，该馆确定了新馆的布展方案。
2009年3月9日，惠州博物馆新馆正式由惠州市“二馆一中心”建设指挥部移交至惠州市文化广电新闻出版局。7月30日，惠州市副市长谢瑞于今日惠州网“惠民在线”论坛透露惠州博物馆新馆于9月27日开馆。9月27日，中国共产党惠州市委员会书记黄业斌于惠州文化艺术中心落成暨科技馆博物馆开馆庆典仪式宣布惠州博物馆新馆正式启用。2013年5月17日，国家文物局将包括惠州博物馆在内的144间博物馆评定为第二批国家二级博物馆。2015年4月14日，惠州博物馆理事会成立，是为该馆的决策管理机构。
2021年1月1日，惠州博物馆于二楼中庭安装的文物数字互动魔墙启用，该设备首期共收录60件馆藏文物的详尽资料，并允许最多10名游客同时透过红外触摸框进行交互操作。

## 设计

### 旧馆
惠州博物馆旧馆位于惠州西湖丰湖书院旧址，于1999年10月1日启用。该馆为二层楼阁式仿古建筑，外立面为青瓦灰墙。旧馆建筑面积为1500平方米，分为两个总面积为600平方米的展厅，主要设置立式展柜；采光上，该馆采用了人工采光与自然采光相结合的设计。除此之外，旧馆还设置了一处80平方米的文物保管仓库及110防盗设施。但受制于狭小的馆舍，有不少文物只得露天存放。

### 新馆
惠州博物馆新馆由同济大学建筑设计研究院设计师曾群、邹子敬、丰雷、史岚岚、任意刚共同设计，总建筑面积为21241平方米，为地上五层、地下一层建筑。其外立面形状为规则长方体，寓意为“历史之印”，并悬于基座之上；用料上则采用双层表皮设计，内层采用红色面砖，外层则为镂空金属框架，并融入了篆刻的“阳刻”与“阴刻”手法。新馆的地上一、二两层与惠州科技馆共构，采用架空柱廊的骑楼空间形式。
博物馆新馆主要被划分为陈列区、技术办公区、藏品库房区及观众服务设施。陈列区分布于地上一至五层，其中临时展厅设于一、二层，与大型展品货运出入口对接，以便于展品运输及展览转换；三层以上则是专题陈列厅，为固定展览区，围绕博物馆中庭布置。技术办公区设于底层夹层；藏品库房区则设于地下一层，并设有专用出入口及与其余区域之间的独立交通。

## 展览

### 主题展览
惠州博物馆的主题展览为“东江流域的文明”展厅，位于地上三层，为通史式陈列展馆，分七部分展示自新石器时代至今的惠州历史沿革：
- 先民足迹：展出蚬壳角遗址、龙舟山遗址、窝尾坳遗址及瓦窑岭窑址等惠州境内远古时期人类生活遗址的还原景。
- 缚娄之谜：展出与位于今博罗县的缚娄古国有关的史迹，包含银岗窑场及横岭山墓葬被发掘时的还原景。另藏有被认定为于今广东省境内铸造的春秋时期编钟7组。
- 岭南名郡：展出惠州的古代文物及关联图文资料，亦包含葛洪炼丹及东平窑址的还原景。
- 人文荟萃：展出与古代惠州经济文化社会发展有关的藏品，包含寓居惠州的名人之作品及相关展品，另包含反映惠州“兴学施教”的物件。
- 革命烽火：展出近现代史上于东江流域发生的重大革命事件，以图文展览为主，亦包含佛子坳战役和“省港大营救”的还原景。
- 民俗风情：展出惠州客家人的历史、习俗，以及客家围屋内部分设施的还原景。
- 今日惠州：展出惠州自1949年以来经济社会发展的变化，以图片形式展览。

- 介绍词
- 银岗窑场还原景
- 东平窑址还原景
- 苏轼寓惠模拟场景
- 惠阳会龙楼模型
- “全国文明城市——惠州”主题图

### 其他常设展览
- 国宝展厅：位于地上一层，展示该馆收藏的各级珍贵文物。当中包含该馆唯一的国家一级文物“昆山片玉石磨”。[1]
- 文物精品展：位于地上二层，以古陶瓷、金漆木雕、玉器、青铜器、壁画为主要展品。[1]
- 惠州历史名人馆：位于地上四层，展出48尊惠州历史名人画像。该馆的雕像由曹崇恩带领广州美术学院及深圳大学艺术设计学院学生进行创作。[1]
- 刘仑美术馆：位于地上四层，于2011年10月9日开幕。该馆前身为1987年在惠州西湖设立的“刘仑画阁”，1999年更为现名[22]。该馆亦是中国改革开放之后首间以在世画家名义命名的美术馆[23]，目前藏有近200幅惠州籍画家刘仑的画作[24]。

- 国宝展厅
- 文物精品展
- 馆内浮雕

## 学术及社会活动

### 学术研究
惠州文化遗产研究所为惠州博物馆下设的学术研究机构，于2011年4月28日成立，同时是广东省首个文化遗产研究机构。该所主要负责惠州市内文化遗产的研究、组织及协调工作。

### 社团
惠州市文物收藏家协会是一间挂靠于惠州博物馆的社团组织，于2006年12月20日成立，并于2007年6月9日在惠州博物馆挂牌。该会的业务需在惠州博物馆指引下开展，且会长、秘书长职务悉数由博物馆有关领导兼任。

## 开放安排

### 一般安排
该馆现时于每星期二至日9时至18时向公众开放，逢星期一闭馆。博物馆新馆自启用之日起即免费向公众开放，惟14岁以下小童只可在家长陪同下入馆，或在学校组织下参观。

### 特别安排
2019冠状病毒病疫情期间，该馆于2020年1月24日起与其余市直文化、体育、宗教场所一同暂停开放。5月15日，该馆开始实施有限度开放措施，于每周二至日9时至17时开放全部展览区域，但每日仅开放200个预约名额；参观者需凭线上预约凭证及“粤康码”入馆，且任意时间点均只允许不超过30名参观者同时在馆；此外，团体参观及人工讲解服务暂不获恢复。

## 行经公共交通
轨道交通
- 广惠城际铁路云山站[34]

公交车
- 体育中心：L2、2、5、7、10、18、20、24、25、29、30、35、38、39、41、49、209快